# 迈克尔·赫斯特
米高·赫斯特（英語：Michael Hester，1972年5月2日—）是生於澳大利亞雪梨的新西蘭籍足球裁判，曾為2010年世界盃足球賽執法。

## 生涯
米高·赫斯特在2004年成為球證，並於三年後通過國際足協的考核，能為國際賽事執法。2008年8月，他為北京奧運執法。同年，他又成為大洋洲區2010年世界盃外圍賽的主裁判。
2009年，赫斯特成為2009年世界少年足球錦標賽的主球證之一。翌年，他為2010年世界盃足球賽執法。

## 資料來源
1. ↑  .   [2010-06-12]. （原始内容存档于2016-03-03）.
2. ↑  .   [2010-06-12]. （原始内容存档于2009-10-27）.